# Bonnyannella robertsoni
Bonnyannella robertsoni är en kräftdjursart. Bonnyannella robertsoni ingår i släktet Bonnyannella, och familjen Loxoconchidae. Arten är reproducerande i Sverige.